# Apatodon mirus
Apatodon mirus és un gènere i espècie dubtosos, possiblement un sinònim de l'al·losaure.